# Ibogem
Ibogem (voluit de Intercommunale voor huisvuilverwijdering voor Burcht en Omliggende Gemeenten) is een intergemeentelijk samenwerkingsverband tussen drie gemeenten in de Belgische provincies Oost-Vlaanderen en Antwerpen, met als hoofddoel de huisvuilophaling, uitbating van recyclageparken en sensibilisatie rond afval. Alle betrokken gemeenten liggen in het Waasland.

## Gemeentes
Het samenwerkingsverband bestaat uit de volgende gemeentes:
- Beveren
- Kruibeke
- Zwijndrecht